# Netia
Netia S.A. ist ein polnischer Telekommunikationskonzern mit Sitz in Warschau.
Netia ist eigenen Angaben zufolge nach Telekomunikacja Polska der größte Anbieter von Telekommunikations-Dienstleistungen im Land.
Das Unternehmen wurde 1992 gegründet und gehört seit 2018 mehrheitlich zum Cyfrowy-Polsat-Konzern, welcher bereits im Dezember 2017 als Minderheitsinvestor bei Netia eingestiegen war.
Die Aktie des Unternehmens war an der Warschauer Wertpapierbörse gehandelt und war bis zum Jahr 2007 in deren Leitindex WIG 20 enthalten.

## Aktionärsstruktur
Das Grundkapital der Gesellschaft beträgt 335.578.344 Złoty und verteilt sich auf 335.578.344 Aktien zum Nennwert von je 1,00 Złoty.:23
| Aktionär                                                     | Anzahl gehaltener Aktien | Anteil am Grundkapital | Stimmrechtsanteil |
| ------------------------------------------------------------ | ------------------------ | ---------------------- | ----------------- |
| Cyfrowy Polsat S.A.                                          | 221.404.885              | 65,98 %                | 65,98 %           |
| FIP 11 Fundusz Inwestycyjny Zamknięty Aktywów Niepublicznych | 19.182.760               | 5,72 %                 | 5,72 %            |
| OFE PZU „Złota Jesień“                                       | 17.656.988               | 5,26 %                 | 5,26 %            |
| Streubesitz                                                  | 77.333.711               | 23,04 %                | 23,04 %           |

## Weblink
- Homepage von Netia